# Vignoble de Tahiti
Le vignoble de Tahiti est un vignoble français situé en Polynésie française, sur l'île de Rangiroa, exploité par un unique domaine.

## Historique
Le projet est initié en 1991 par Dominique Auroy. Initialement c'est une simple expérience, pour tenter d'adapter des cépages sous ses latitudes, faisant suite à l'information de la maîtrise du cycle végétatif de la vigne par l'université de Montpellier.
Il faut cinq ans pour trouver les plants, de l'unique domaine existant en Polynésie française.
Des cépages subissent à partir de 1992 des tests d'acclimatation et de sélection dans les principaux archipels de Polynésie, avec l’incertitude de leur adaptation au climat. Au total, une quarantaine de cépages est importée de diverses régions d'Europe.
Les essais ont lieu :
- aux îles Australes, sur les îles hautes de Rurutu et Tubuai ;
- aux îles Marquises, à Nuku Hiva ;
- aux Tuamotu, à Rangiroa ;
- à Tahiti, en plaine et en montagne.

C'est finalement l’atoll de Rangiroa qui fut retenu pour héberger le nouveau domaine, notamment en raison de l'absence locale de maladies cryptogamiques et d'insectes défoliateurs, et pour sa relative proximité avec Tahiti. Les vignes ont selon les endroits souffert de la sécheresse, des inondations, ou du manque de soleil. Les crabes et les chevaux pouvaient être un fléau pour la récolte.
Les premiers plants de vignes sont installés en 1997. Les premières vendanges, datant de l'an 2000, ne permettent de produire qu'une centaines de bouteilles.
Le domaine est géré depuis 2002 par Sébastien Thépénier.

## Vignoble

### Orographie et géologie
Les parcelles sont situées sur un motu, à quelques minutes en bateaux, au large du village d'Avatoru. Cet îlot est composé de sable corallien, sur la couronne récifale de l'atoll de Rangiroa. Les vignes y poussent au bord du lagon à côté d’une cocoteraie. Les sols présentent du calcaire, que l'on retrouve dans certains sols viticoles du monde.

### Climatologie
Comme dans l'ensemble des Îles Tuamotu, le climat est constant, tropical, avec une moyenne des températures chaude, avec très peu de variabilité, d'environ 26 °C. Les eaux pluviales sont les seules sources d'eaux douces, l'archipel n'ayant ni rivières, ni lacs. La moyenne des précipitations est d’environ 1 400 mm par an, comparé aux 800 mm par an en métropole.
| Mois                     | jan. | fév. | mars | avril | mai | juin | jui. | août | sep. | oct. | nov. | déc. | année |
| ------------------------ | ---- | ---- | ---- | ----- | --- | ---- | ---- | ---- | ---- | ---- | ---- | ---- | ----- |
| Température moyenne (°C) | 27,7 | 27,9 | 28   | 27,8  | 27  | 26,1 | 25,6 | 25,4 | 25,9 | 26,4 | 27,2 | 27,5 | 26,9  |

### Encépagement
Après plusieurs tentatives d'encépagements, afin de vérifier les cépages les plus adaptés au lieu, sur une durée de 5 ans, le choix c'est porté sur le carignan rouge, puis par la suite sur l'italia, et le muscat du Ventoux.

### Viticulture et vendanges
Les vignes sont plantées en franc de pied, c'est-à-dire sans porte-greffe, le sable présent dans le sol et l'éloignement de vignobles contaminés empêchent la propagation du phylloxéra aux ceps.
Des essais de conduite en viticulture biologique sont réalisés sur une des parcelles.
La lune et les marées influencent la quantité d'eau dans les sols, le vignoble ayant une altitude au niveau de la mer.
Le rendement des vignes est faible, entre 20 et 40 hL/ha. Deux vendanges par an sont réalisées sous le climat tropical.

## Vinification et élevage
Le chai est situé près du village d'Avatoru ; les raisins sont transportés au chai par bateau. En 2004, en l'absence de récolte de raisins blancs, le carignan rouge est vinifié comme un blanc de noirs, pour produire du vin blanc. Il y a un faible taux d’extraction au pressurage, les moûts sont débourbés à froid pendant 16 heures. La fermentation est menée avec des levures indigènes, à basse température. L'élevage se fait sur 3 à 4 mois, sur des lies fines.

## Exploitation
L'unique domaine, nommé Vin de Tahiti, produit quatre cuvées, deux blancs, un blanc moelleux, et un rosé:
- Blanc de Corail ;
- Clos du Récif ;
- Blanc moelleux ;
- Rosé nacarat.

## Économie
La production est restreinte, en 2012, 50 000 bouteilles sont produites. En 2017, avec 2 vendanges par an, un total de 35 000 bouteilles est produit.
La commercialisation doit faire face aux vins du reste de l’Océanie, comme ceux de Nouvelle-Zélande ou d'Australie, et à ceux provenant de métropole.

#### Internet
- (en) « Tahitian Wine », sur Wine-searcher.com.

#### Vidéo
- [vidéo] « Le vin de l'atoll : Les vignerons de Rangiroa » sur Arte, 2013, 44 min.